# Aphneope quadrimaculata
Aphneope quadrimaculata é uma espécie de coleóptero da tribo Aphneopini (Cerambycinae); com distribuição restrita à Austrália (Queensland).

## Sistemática
- Ordem Coleoptera
  - Subordem Polyphaga
    - Infraordem Cucujiformia
      - Superfamília Chrysomeloidea
        - Família Cerambycidae
          - Subfamília Cerambycinae
            - Tribo Aphneopini
              - Gênero Aphneope Van de Poll, 1891
                - Aphneope quadrimaculata Van de Poll, 1891